# Johann Christoph Ochs von Ochsenstein

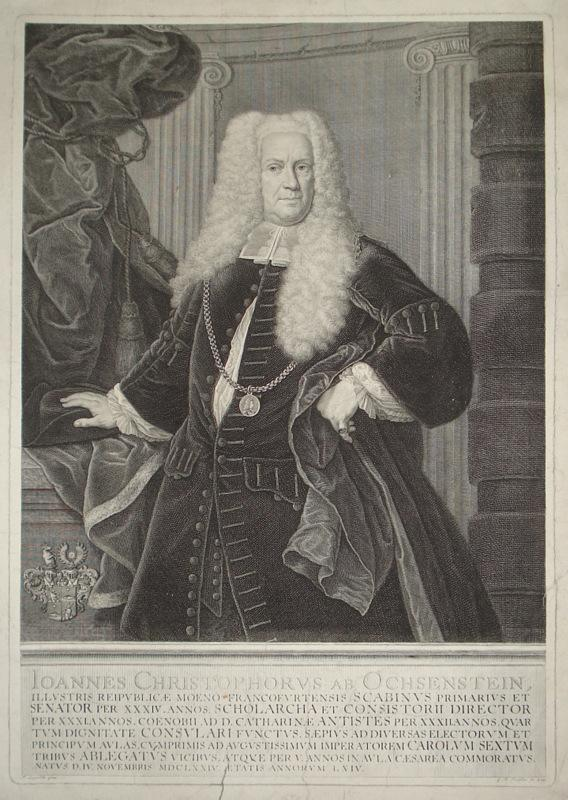
Kupferstich-Porträt von Preissler von Lippoldt. Gezeigt wird der Ältere Bürgermeister von Frankfurt am Main Johann Christoph Ochs von Ochsenstein

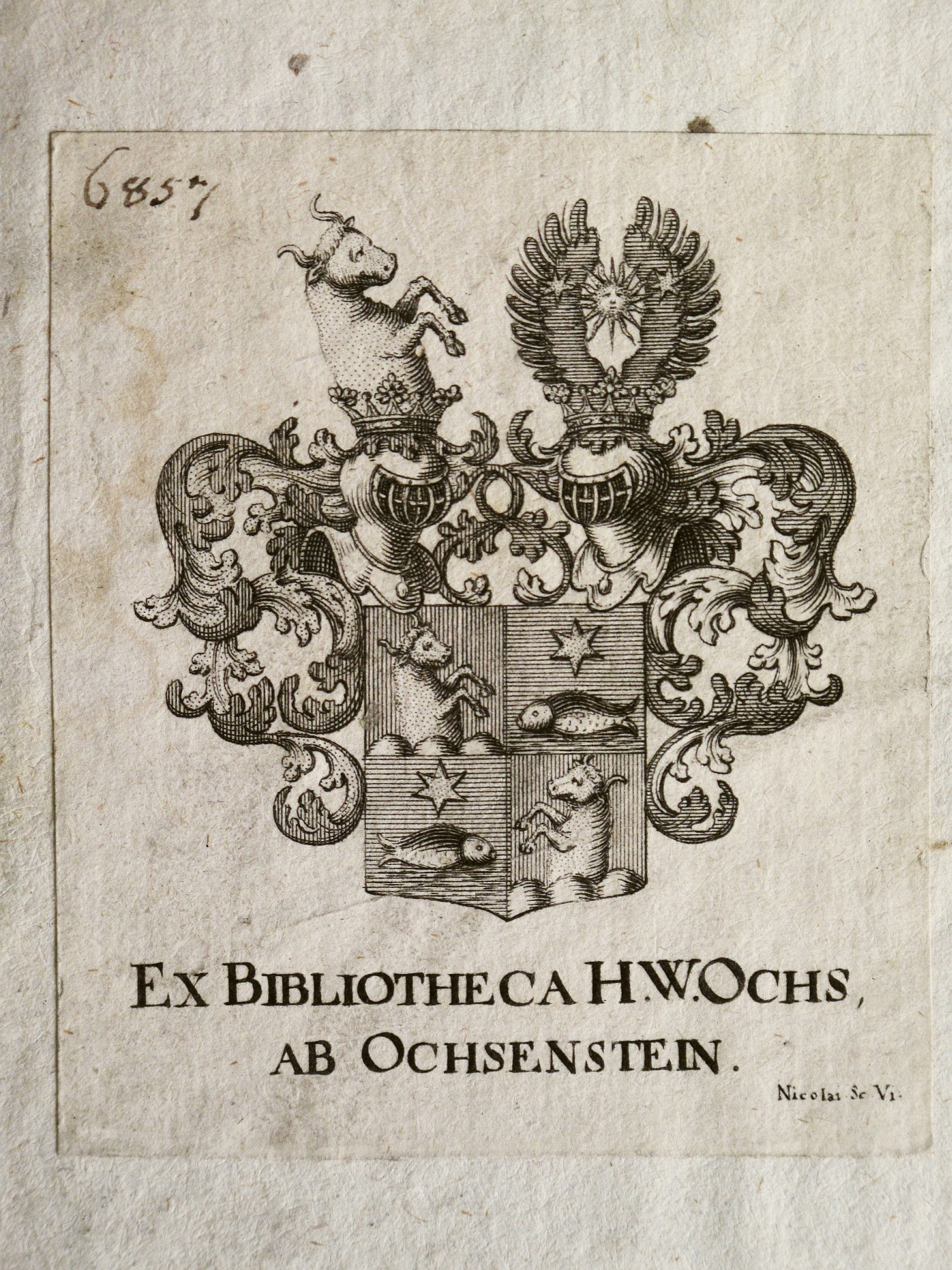
Familienwappen

Johann Christoph Ochs von Ochsenstein (* 5. November 1674 in Frankfurt am Main; † 9. August 1747) war ein Frankfurter Älterer Bürgermeister.

## Familie
Ochs war der Sohn des Tuchhändlers Johannes Ochs und dessen Ehefrau Rebecca Magdalena Sonnemann. 1699 heiratete er Elisabeth Clemm, die Tochter des Juristen Sebastian Clemm. Er war der Vater von Heinrich Wilhelm Ochs von Ochsenstein (1702–1751). 1731 wurde er in den Adelsstand erhoben und trug nun den Namen Ochs von Ochsenstein.

## Leben
Ochs von Ochsenstein besuchte ab 1690 die Universität Leipzig und studierte Rechtswissenschaften. Er unterbrach das Studium und unternahm Reisen. 1693 reiste in die Niederlande, 1695 nach Genf und nach Italien, 1696 nach Wien und Ungarn. Ab 1696 besuchte er die Universität Siena und ab 1699 die Universität Leiden, wo er im gleichen Jahr promoviert wurde. Er arbeitete ab 1699 als Advokat in Frankfurt und später in Bayreuth.
1704 wurde er Ratsmitglied der Reichsstadt Frankfurt, 1714 Jüngerer Bürgermeister und ab 1721 als Schöffe Ratsherr. 1725, 1726, 1729 und 1741 wurde er zum Älteren Bürgermeister gewählt. Daneben war er 1741 bis 1747 Stadtschultheiß, 1703 Almosenpfleger und später Vorsitzender des Konsistoriums und Scholarch.
1718 bis 1719, 1726 bis 1727 und 1729 bis 1732 war er Sondergesandter der Reichsstadt Frankfurt beim Kaiser.